# Чорна Марія Володимирівна
Марія Володимирівна Чорна (нар. 26 серпня 1974, село Братерське Компаніївського району Кіровоградської області) — українська чиновниця, голова Кіровоградської обласної державної адміністрації з 27 травня 2021 року по 7 березня 2022 року.

## Життєпис
У 1994—1996 роках працювала продавчинею Компаніївського районного споживчого товариства селища Компаніївка Кіровоградської області.
У серпні 1996 — серпні 2002 року — вчителька торгівельної справи Компаніївського міжшкільного навчально-виробничого комбінату.
З серпня 2002 до березня 2004 року — агроном із насінництва управління сільського господарства і продовольства Компаніївської районної державної адміністрації Кіровоградської області.
У 2003 році закінчила Кіровоградський державний педагогічний університет імені Володимира Винниченка, педагогіка і методика середньої освіти, українська мова і література, вчитель української мови і літератури та зарубіжної літератури, спеціаліст.
У березні — травні 2004 року — агроном із насінництва Компаніївської районної державної насіннєвої інспекції Кіровоградської області.
З жовтня 2004 до квітня 2008 року — головна спеціалістка з питань економіки, головний спеціаліст відділу економічного аналізу, фінансово-кредитного забезпечення, соціально-трудових відносин, переробки та маркетингу сільськогосподарської продукції управління агропромислового розвитку Компаніївської районної державної адміністрації Кіровоградської області.
У квітні 2008 — серпні 2011 року — начальниця відділу економічного аналізу, правового, фінансово-кредитного забезпечення, соціально-трудових відносин, переробки та маркетингу сільськогосподарської продукції управління агропромислового розвитку Компаніївської районної державної адміністрації Кіровоградської області.
У серпні 2011 — січні 2013 року — заступниця начальника головного управління агропромислового розвитку Кіровоградської обласної державної адміністрації. У січні 2013 — квітні 2020 року — заступниця директора департаменту агропромислового розвитку — начальниця управління економічної політики Кіровоградської обласної державної адміністрації.
У 2015 році закінчила заочно Кіровоградський національний технічний університет, магістр з управління фінансово-економічною безпекою.
З квітня 2020 до травня 2021 року — директор департаменту агропромислового розвитку Кіровоградської обласної державної адміністрації.
З 2021 року навчається у Дніпропетровському регіональному інституті державного управління Національної академії державного управління при Президентові України, за спеціальністю «Публічне управління та адміністрування» (магістр).
З 27 травня 2021 року — голова Кіровоградської обласної державної адміністрації.
7 березня 2022 року указом Президента України Марія Чорна звільнена з посади голови Кіровоградської обласної державної адміністрації.

## Родина
Неодружена, виховує сина.